# Lőrincze Lajos
Lőrincze Lajos (Szentgál, 1915. november 24. – Budapest, 1993. október 11.) nyelvész, tanár.
Kutatási területét a névtudomány, a nyelvjáráskutatás, a mai magyar nyelv és a nyelvművelés képezte. Társszerzője volt a Nyelvművelő kézikönyvnek és A magyar nyelvjárások atlaszának.

## Szakmai életrajza
Szülőfalujának református elemi iskolájába járt, majd a Pápai Református Kollégiumba került, itt érettségizett. Felsőfokú tanulmányokat a budapesti egyetemen folytatott, 1941-ben szerzett magyar–német szakos középiskolai tanári diplomát, Eötvös -kollégistaként. 1941-től a Magyarságtudományi Intézetben kapott tanársegédi állást. 1943–1945 között a Pápai Református Kollégiumban, 1946-tól 1948-ig a Kelet-európai Tudományos Intézetben tanított. 1949-től az MTA Nyelvtudományi Intézet munkatársa lett. 1952-ben szerezte meg kandidátusi tudományos fokozatát, később címzetes egyetemi docensi címet kapott. 1959-től osztályvezetői, majd helyettes igazgatói kinevezést nyert a munkahelyén, 1971-től tanácsadói tisztet töltött be. 1985-ben nyugalomba vonult, de továbbra is részt vett a tudományos közéletben és a nyelvművelésben.
1952-ben Kodály Zoltán biztatására indította meg a Magyar Rádió Édes anyanyelvünk című nyelvművelő műsorát, majd 1979-től a műsor szerkesztőbizottságának elnöke lett. Műsorában a magyar nyelv egy-egy kérdésével foglalkozott, ízesen szép beszédét a közönség széles rétegei hallgatták.
A Nyelvtudományi Társaság alelnöke volt 1953-tól, ezen belül a magyar szakosztály elnöke. 1954-től a Magyar Nyelvőr felelős szerkesztője lett; az MTA lapja különszámmal emlékezett meg róla, születésének 90. évfordulója alkalmából. Széles körben ismertté tette nevét a Magyar Televízióban készített nyelvművelő műsora. Nevéhez fűződik a Magyar Televízió első telefonos műsora Tessék kérdezni – a nyelvész válaszol címmel, műsorvezetője volt ennek az adásnak.
1972-től szerkesztőbizottsági tag volt a Nyelvünk és Kultúránk című szakfolyóiratnál, 1979-től főszerkesztője az Édes anyanyelvünk című folyóiratnak, közben a Magyarok Világszövetségének is elnökségi tagjává választották.
Társalapítója volt a Magyar Nyelv és Kultúra Nemzetközi Társaságának (ismertebb nevén az Anyanyelvi Konferencia, 1970).

## Emlékezete
Szentgálon, szülőfalujában emlékház, emléktábla, dombormű őrzi emlékezetét, a falu iskoláját is híres szülöttéről nevezték el.

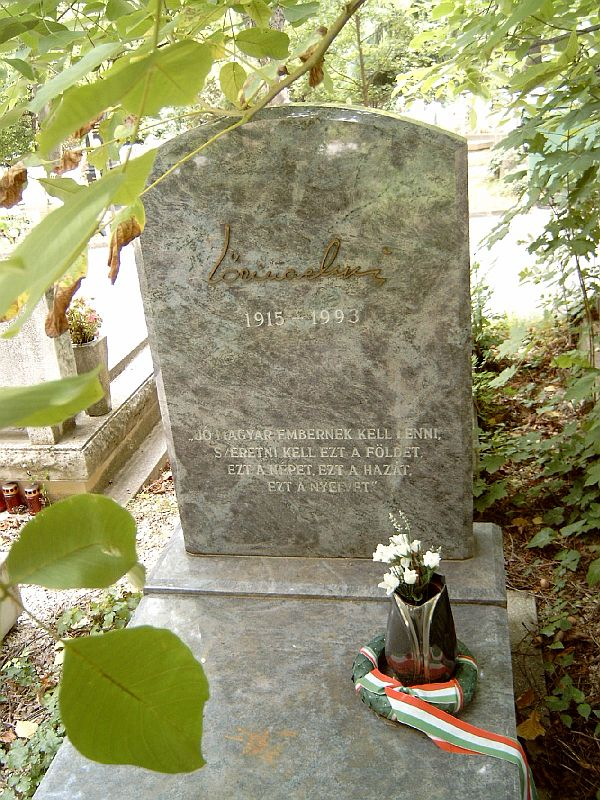
Lőrincze Lajos sírja Budapesten. Farkasréti temető: 6/18-1-37

## Főbb művei
- Földrajzi neveink élete (1947)
- Magyar nyelvjárási bibliográfia 1817–1949 (Benkő Loránddal, 1951)
- Nyelv és élet (1953)
- A magyar nyelvatlasz anyaggyűjtésének módszere (1955)
- Nyelvművelő (1956)
- Édes anyanyelvünk (1961)
- Nyelvőrségen (1968)
- Emberközpontú nyelvművelés (1980)

## Díjai, elismerései
- Állami Díj II. fokozat (1970) – Az anyanyelvi műveltség terjesztése és a magyar nyelvművelés terén végzett több mint két évtizedes munkájáért.
- SZOT-díj (1975)
- Apáczai Csere János-díj (1981)
- Révai Miklós-emlékérem (1985)
- Pais Dezső-díj (1990)
- Kosztolányi Dezső-díj (1992)
- Erzsébet-díj (1992)